# Giebel (Duitsland)
Giebel is een gemeentevrij gebied in de Landkreis Gifhorn in de Duitse deelstaat Nedersaksen. Het ligt in het oosten van Gifhorn en wordt gevormd door het van de Drömling deel uitmakende Giebelmoor, een natuurreservaat op de grens van Nedersaksen met Saksen-Anhalt. Het gebied heeft een oppervlakte van 10,36 km2 en is onbewoond. Binnen Giebel ligt als exclave van de gemeente Parsau Giebel-Forsthaus.
Adenbüttel · 
Barwedel · 
Bergfeld · 
Bokensdorf · 
Brome · 
Calberlah · 
Dedelstorf · 
Didderse · 
Ehra-Lessien · 
Gifhorn · 
Giebel gemeentevrij gebied · 
Groß Oesingen · 
Hankensbüttel · 
Hillerse · 
Isenbüttel · 
Jembke · 
Leiferde · 
Meine · 
Meinersen · 
Müden (Aller) · 
Obernholz · 
Osloß · 
Parsau · 
Ribbesbüttel · 
Rötgesbüttel · 
Rühen · 
Sassenburg · 
Schönewörde · 
Schwülper · 
Sprakensehl · 
Steinhorst · 
Tappenbeck · 
Tiddische · 
Tülau · 
Ummern · 
Vordorf · 
Wagenhoff · 
Wahrenholz · 
Wasbüttel · 
Wesendorf · 
Weyhausen · 
Wittingen